# Josef Prouza
Josef Prouza (17. července 1925 Svobodné Dvory – 3. června 1952 Pankrácká věznice) byl zběh od Sboru národní bezpečnosti (SNB) odsouzený ve zpolitizovaném procesu k trestu smrti.

## Život

### Mládí
Josef Prouza se narodil roku 1925 ve Svobodných Dvorech na Královéhradecku. Jeho rodiče Josef Prouza a Marie Prouzová (roz. Kamenická) vykonávali různá dělnická povolání, přičemž otec nakonec našel místo u Československých drah. Měl mladšího bratra Jiřího. Během Josefova mládí se rodina několikrát stěhovala. Nejdříve roku 1927 do Dolan, roku 1938 do Hořenic a po válce do Heřmanic. Josef Prouza se roku 1941 vyučil malířem pokojů u jaroměřské firmy Faltys. Následující rok byl poslán jako dělník do Škodových závodů v Plotišti nad Labem a od začátku roku 1944 byl umístěn do Západomoravských elektráren v Oslavanech. V březnu 1945 si vyjednal místo v jaroměřské firmě Červený, ale brzy byl přeřazen jako soustružník do jaroměřské pobočky Junkers a ještě před koncem války zakotvil jako strojní topič u Československých drah. Stejně jako k dráze Prouzu přivedlo přání jeho otce, jej v červenci 1945 následoval i do Československé sociální demokracie. Po únoru 1948 si podal přihlášku do Komunistické strany Československa (KSČ). Přestože členskou legitimaci dostal až v srpnu 1951, byl velmi dobře hodnocen mimo jiné pro pravidelnou účast na schůzích, brigádách a angažovat se měl i jako agitační důvěrník KSČ. Prouzův otec se stal předsedou organizace KSČ, předsedou Jednotného zemědělského družstva a zároveň členem Místního národního výboru v Heřmanicích.

### Příslušníkem SNB
Po skončení základní vojenské služby z let 1948–1950 se Josef Prouza přihlásil do SNB. V září 1950 byl přijat jako čekatel a v lednu 1951 složil služební přísahu. Nejprve byl na podatelně v Hradci Králové a od dubna 1951 byl přeložen jako správce rekreačního střediska SNB v Dlouhých Rzech. Brzy však začal mít problémy kvůli své slabosti pro ženy, lehkovážnému přístupu ke službě a sklonům k porušování pravidel. Aby mohl s kamarádem Oldřichen Skřivánkem vyrazit za děvčaty do Náchoda, získal od velitele střediska dovolenou na základě zfalšovaného dopisu o onemocnění svého otce. Podvod byl prozrazen, když velitel střediska Karel Bartoň obdržel stížnost na dva příslušníky SNB popíjející a přespávající u dívek na internátu národního podniku Tepna v Náchodě.

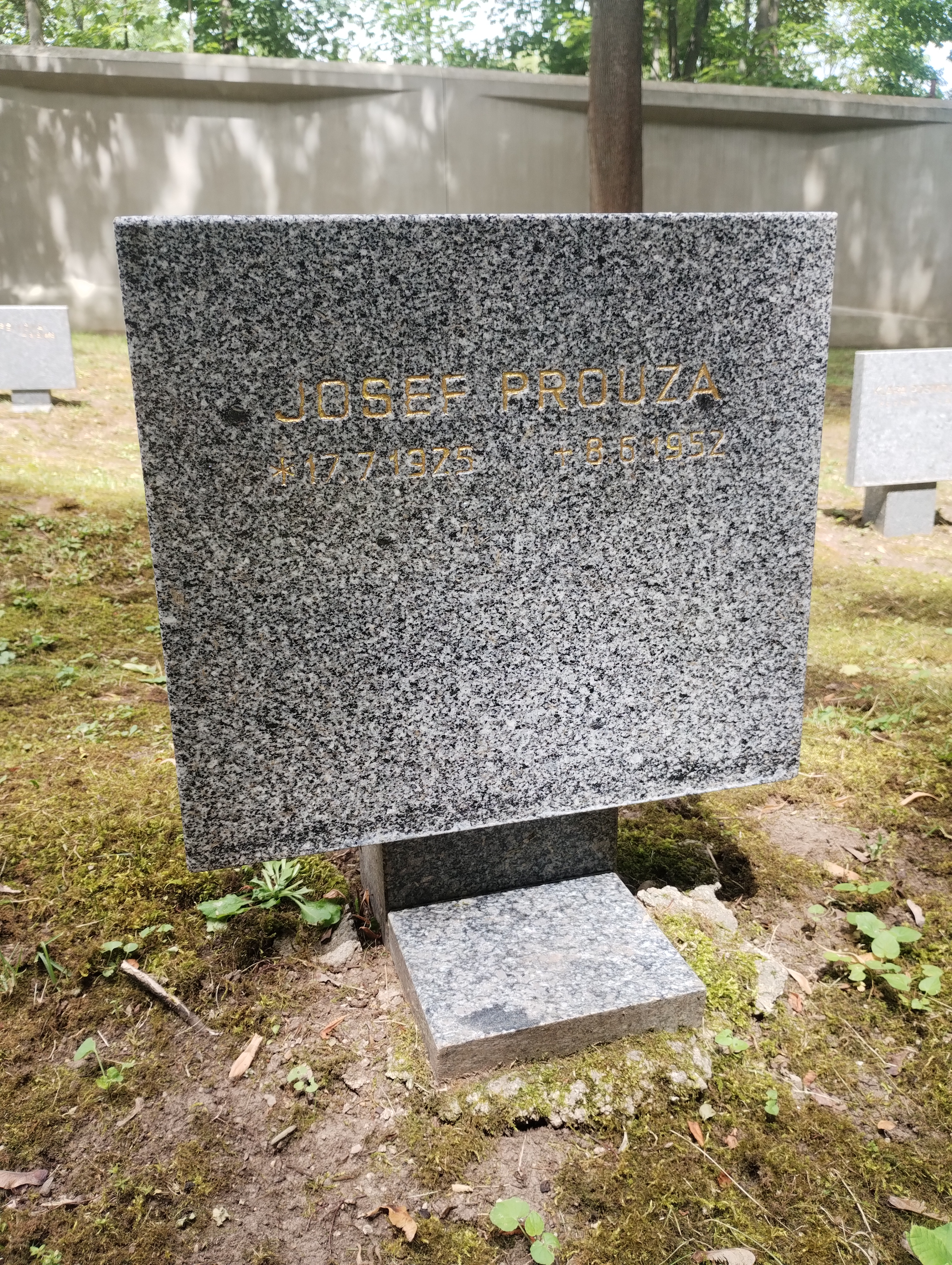
Symbolický náhrobek Josefa Prouzy na Čestném pohřebišti v Ďáblicích

K dalšímu incidentu došlo na počátku srpna 1951 na večírku v Olešnici. Když došlo víno, Josef Prouza nabídl zásoby alkoholou ze „svého“ rekreačního střediska. Do Dlouhých Rzů následně dojel automobilem ve společnosti okresního velitele SNB Jaroslava Jóna a velitele stanice SNB v Dobrušce Bohumila Brodeckého. Prouza pochopitelně neměl svolení nadřízeného a navíc od skladu neměl klíče, takže se do něj vloupal pomocí paklíče. Odnesené víno navíc nebylo zaplaceno. Prouzův nadřízený Karel Bartoň byl jeho jednáním velmi rozzloben, navíc jej podezříval z jedné další krádeže. Na základě jeho oznámení věc přijel vyšetřit osobně krajský náčelník SNB Jan Mečíř, který se netajil tím, že proti Prouzovi bude zakročeno.

### Na útěku
Případnému postihu se Josef Prouza rozhodl vyhnout zběhnutím ze služby a odchodem do Německa. Dne 12. srpna 1951 získal volno k návštěvě rodičů, ve skutečnosti však středisko odpoledne opustil ozbrojen pistolí vz. 50 a samopalem vz. 48 s množství munice. Aby získal více času, do střediska telegramem oznámil, že se druhý den vrátí až v deset hodin (správně tam měl být už v sedm). I ke svému útěku však přistoupil s až nepochopitelnou lekhovážností. Když se večer dostal do Prahy, nechal svůj batoh i se samopalem u nic netušících kolegů na SNB ve Vodičkově ulici a vyrazil do Lucerny na taneční zábavu. Místo aby pokračoval v cestě, nad ránem přemluvil na Masarykově nádraží neznámou mladou dívku k výletu na Zbraslav. Do Prahy se vrátili 13. srpna 1951 v 10:30. Josef Prouza se dívce ztratil, z pošty odeslal dopisy na rozloučenou a vyzvedl si věci ve Vodičkově ulici. Až poté pokračoval rychlíkem do Plzně, kam přijel v 16:30. Tehdy už byl několik hodin postrádán na svém pracovišti.
V Plzni se při studování mapy rozhodl přejít hranici do Bavorska z nádraží v Brodě nad Lesy. Na pokladně si do Brodu šel koupit jízdenku netuše, že je to ve skutečnosti německý Furth im Wald. Dále pokračoval vlakem s přestupem v Domažlicích. Příslušníkům pasové kontroly na nádraží v České Kubici neunikla absurdnost situace, kdy viditelně ozbrojený Josef Prouza chtěl jet vlakem až do Německa a přitom se ještě prokazoval zfalšovaným cestovním rozkazem do Brodku nad Lesy. Pod záminkou, že vlak dále nejede, Prouzu vylákali do kanceláře v budově nádraží, aby jej zatkli. Při čekání v kanceláři jej sice odzbrojili, ale nenabitý samopal nechali ležet v jeho dosahu a ponechali mu i brašnu se zásobníky. Josef Prouza v nestřežené chvíli skočil se zásobníkem v ruce po samopalu. Než byl v potyčce se třemi příslušníky svázán, stihl ze samopalu vystřelit dvě jednotlivé rány. Nikdo přitom nebyl raněn.

### Poprava
Josef Prouza putoval do okresní věznice v Domažlicích a následně do věznice v Hradci Králové. Od 14. srpna 1951 byl ve věznici vojenského soudu v Kutné Hoře, odkud byl 24. září 1951 převezen do věznice Pankrác. V následném zpolitizovaném procesu byl v rozporu se skutečností záměrně vykreslen jako exemplární příklad rafinovaného zrádce skrytého uvnitř SNB, který už od února 1948 plánoval odchod za hranice se záměrem navázat tam spolupráci s americkým Kontrašpionážním sborem. Případem se zabýval politický sekretariát ústředního výboru KSČ. Předem bylo rozhodnuto o výši trestu, uskutečnění procesu v Praze s publikem složeným výhradně z příslušníků bezpečnostních složek a o nepublikování žádných informací z procesu v tisku.
Hlavní líčení proběhlo u Státního soudu v Praze dne 7. února 1952. Senát tvořil předseda Zdeněk Kaláb, soudci Josef Mičánek, Jaroslav Novák a soudci z lidu Jaroslav Novák a Vincenc Hlaváček. Státní prokuraturu v procesu zastupoval Ervín Munk a samotného Josef Prouzu zastupoval advokát ex offo Jan Franěk. V publiku seděli pouze vybraní příslušníci SNB a Pohraniční stráže. Josef Prouza byl za pokus velezrady, vyzvědačství a vraždy odsouzen k trestu smrti, propadnutí jmění, ztrátě čestných občanských práv navždy a k vyloučení z vojska. Obvinění z velezrady a vyzvědačství byla vykonstruovaná. Prouzovo odvolání bylo 13. března 1952 zamítnuto Nejvyšším soudem. Neuspěla ani žádost o milost. Dne 3. června 1952 byl Josef Prouza popraven oběšením v pankrácké věznici. Jeho ostatky byly tajně pohřbeny do společného hrobu při severní zdi Ďáblického hřbitova.

## Rehabilitace
Dne 16. dubna 1991 byl Josef Prouza rozsudkem Vyššího vojenského soudu v Táboře rehabilitován na základě zákona č. 119/1990 Sb. o soudní rehabilitaci. Za pokus o vraždu mu byl ponechán sedmiletý zbytkový trest.
Po roce 1989 byl Josef Prouza omylem považován za popraveného odpůrce komunismu, a proto bylo jeho jméno uvedeno na symbolickém náhrobku na Čestném pohřebišti popravených a umučených politických vězňů z padesátých let na Ďáblickém hřbitově.